# Togomeer
Het Togomeer (Lac Togo) is het grootste meer in de zuidelijke lagune van Togo, West-Afrika.
Het wordt gescheiden van de zee door een smalle kuststrook. Het meer is ondiep en is een populaire locatie voor watersport. Steden aan de oevers zijn Agbodrafo en Togoville.